# تقریبا مرده (فیلم ۲۰۲۲)
تقریباً مرده (به انگلیسی: As Good as Dead) یک فیلم اکشن و جنایی محصول سال ۲۰۲۲ سینمای مکزیک به نویسندگی، تهیه‌کنندگی و بازی مایکل جای وایت و کارگردانی آر. الیس فریزر است.
این فیلم در ایالات متحده در سینماهای محدود، ویدئو به‌درخواست و دیجیتالی در ۱۶ دسامبر ۲۰۲۲ منتشر شد.

## داستان
برایانت، مردی با گذشته‌ای مرموز، به یک شهر کوچک مرزی در مکزیک نقل مکان می‌کند تا همه چیز را از نو شروع کرده و زندگی ساده‌ای داشته باشد. اما برایانت با اکراه با یک نوجوان محلی که اخیراً مادرش را از دست داده و توسط یک باند خیابانی محلی استخدام شده است، دوست شده و…

## بازیگران
- مایکل جای وایت در نقش برایانت
- تام برنگر در نقش سانی کیلبن
- لوکا اوریل در نقش اسکار
- گیلرمو ایوان در نقش هکتور
- گابریلا کوئزادا در نقش ماریسول

## بازخوردها
این فیلم بر اساس هفت نقد، امتیاز ۷۱٪ را در راتن تومیتوز دارد.